# Matt Lindland
Matthew James Lindland (Oregon City, 17 maggio 1970) è un lottatore di arti marziali miste ed ex lottatore olimpico di lotta greco-romana statunitense.
Dopo aver vinto i campionati panamericani di lotta libera nel 1994 iniziò una carriera ricca di vittorie nella lotta greco-romana che culminò con la medaglia d'argento alle olimpiadi di Sydney 2000, quando perse la finale contro l'adighè Murat Kardanov.
Attivo nelle arti marziali miste dal 1997, Lindland è un veterano dell'UFC ed ha combattuto anche in Strikeforce, Affliction e KSW; nel 2002 è stato un contendente al titolo dei pesi medi UFC quando affrontò il campione Murilo Bustamante venendo sconfitto, e negli anni successivi fu uno dei lottatori più forti della sua categoria di peso nell'UFC ma la promozione non rimise in gioco la cintura fino al 2005.
Attualmente svolge il ruolo di allenatore della nazionale statunitense di lotta greco-romana.

## Carriera nella lotta
Matt Lindland inizia a praticare la lotta a soli 15 anni presso la Gladstone High School di Gladstone, e nel 1991 vince il titolo nazionale.
Una volta divenuto uno studente dell'università del Nebraska inizia a lottare nel campionato NCAA prima divisione, vincendo il titolo Big Eight nel 1993 e presentandosi al campionato nazionale con un record personale di 36-0, campionato dove a sorpresa venne sconfitto al primo turno.
Nel 1994 iniziò a dedicarsi a pieno con la lotta libera, vincendo il campionato panamericano di Città del Messico nella categoria fino ai 74 kg.
Nel 1995 effettuò il passaggio alla lotta greco-romana, disciplina nella quale si prese le sue più grandi soddisfazioni: quell'anno vinse una medaglia d'argento ai mondiali, e l'anno successivo ottenne quella d'oro a Colorado Springs; nel 1997 arrivò secondo ai campionati panamericani in Porto Rico, ma due anni dopo vinse i giochi panamericani a Winnipeg e nel 2000 vinse anche i campionati panamericani a Santiago de Cali.
L'apice della sua carriera da lottatore fu raggiunta nel 2000 con la partecipazione alle olimpiadi di lotta di Sydney 2000, in Australia: qui dominò il girone 6 con tre vittorie su tre incontri, ottenendo l'accesso diretto alle semifinali dove sconfisse 7-4 l'ucraino David Manukyan; in finale si arrese al russo Murat Kardanov, il quale tra tutti i sei incontri disputati concesse un solo punto ai suoi avversari.
Matt lottò anche nel 2001 ai mondiali di Patrasso nella categoria fino ai 85 kg, dove perse la finale contro il georgiano Mukhran Vakhtangadze.
Nel 2014, ormai tramontata anche la sua carriera nelle MMA, Lindland viene chiamanto a svolgere il ruolo di allenatore della nazionale statunitense di lotta greco-romana.

## Carriera nelle arti marziali miste

### Inizi
Matt Lindland iniziò la sua carriera come professionista delle arti marziali miste nel 1997, quando era ancora nel pieno della sua carriera nella lotta greco-romana; si unì al Team Quest dove poté allenarsi con lottatori del calibro di Randy Couture e Dan Henderson.
Nel 1997 combatté tre volte, due di questi incontri nella IFL, vincendoli tutti e sottomettendo il veterano delle MMA Travis Fulton.

### Ultimate Fighting Championship
Riprese la sua carriera nelle MMA nel 2000 quando venne messo sotto contratto dalla prestigiosa UFC; esordì il 16 dicembre 2000 con una vittoria per KO tecnico nel primo round contro il wrestler giapponese Yoji Anjo.
Nel 2001 ottenne una vittoria contro l'esperto di jiu jitsu brasiliano Ricardo Almeida per squalifica dell'avversario ed un'importante vittoria ai punti contro Phil Baroni.
L'anno successivo affrontò la leggenda Pat Miletich, ex campione dei pesi welter UFC dal 1998 al 2001 e vincitore del torneo dei pesi leggeri UFC 16, in quel momento passato ai pesi medi: Lindland vinse per KO nel primo round, ritagliandosi così il posto di contendente al titolo dei pesi medi al tempo detenuto dal campione in carica Murilo Bustamante.
Il 10 maggio 2002 nel corso dell'evento UFC 37: High Impact Lindland giocò per il titolo contro il campione Murilo Bustamante: Lindland era imbattuto e vantava un record personale di 7-0, ma capitolò proprio nell'incontro più importante della sua carriera, venendo sottomesso nel terzo round con una ghigliottina dal fuoriclasse brasiliano.
Lindland tornò alla vittoria pochi mesi dopo quando s'impose ai punti sul kickboxer canadese Ivan Salaverry.
Un mese dopo il campione Murilo Bustamante lasciò la cintura vacante e abbandonò l'UFC per firmare con la Pride, e a quel punto se la cintura fosse stata rimessa in gioco Lindland sarebbè stato sicuramente uno dei favoriti alla vittoria del titolo, ma invece la promozione attese.
Nel 2003 Lindland affrontò nuovamente Phil Baroni, vincendo ancora e sempre ai punti.
Lo stesso anno subì la sua seconda sconfitta in carriera in un match contro Falaniko Vitale: nel tentativo di effettuare un german suplex all'avversario accidentalmente Lindland batté la testa a terra e si mise KO da solo; la curiosa sconfitta impose il rematch tra i due, il quale terminò con la decima vittoria in carriera di Lindland.
Nel 2004 sconfisse per decisione unanime dei giudici di gara Tony Fryklund in un match per la promozione Rumble on the Rock; quell'anno combatté anche in UFC, perdendo per KO in soli 24 secondi contro David Terrell.
Successivamente vinse un paio di incontri in altre promozioni, tra queste la britannica Cage Rage nella quale sconfisse Mark Weir.
Nel febbraio 2005 l'UFC rimise in gioco il vacante titolo dei pesi medi, ma come primi contendenti vennero scelti il David Terrell che sconfisse nettamente Lindland e che aveva un record UFC di 1-0 e l'ex peso mediomassimo Evan Tanner che aveva un record nei pesi medi UFC di 3-0.
Lindland proseguì nel tentativo di riottenere fiducia e poter ancora lottare per il titolo: quell'anno sconfisse per sottomissione l'esperto di jiu jitsu brasiliano Travis Lutter, e successivamente batté ai punti anche il canadese Joe Doerksen.
Durante la cerimonia del peso dell'evento UFC 54: Boiling Point, quello della vittoria su Doerksen, Lindland infranse uno dei termini del suo contratto con l'UFC riguardanti le sponsorizzazioni, in quanto indossò una maglietta di un'azienda non approvata dalla promozione, ovvero il sito di scommesse Sportsbook.com: per questo il lottatore venne allontanato per sempre dall'UFC, benché si pensò che l'UFC voleva disfarsene perché spesso dava vita ad incontri noiosi.

### Dopo l'UFC
Lindland proseguì lottando in promozioni minori degli Stati Uniti ed europee, ottenendo comunque vittorie di rilievo contro avversari del calibro di Antonio Schembri, Fabio Leopoldo e l'ex lottatore UFC Mike Van Arsdale.
Nel 2006 ebbe la possibilità di affrontare il veterano della Pride e futuro campione dei pesi mediomassimi UFC Quinton "Rampage" Jackson in un incontro di pesi mediomassimi: l'incontro fu molto equilibrato e Jackson la spuntò ai punti per decisione divisa.
Lindland restò a combattere ad alti livelli con la promozione IFL che gli permise di affrontare il navigatissimo ex contendente al titolo dei pesi mediomassimi UFC Jeremy Horn e l'ex campione dei pesi welter UFC Carlos Newton: Lindland si sbarazzò di entrambi con un KO ed una sottomissione.
Nel 2007 affrontò la leggenda Fedor Emelianenko, considerato da molti il più forte lottatore di arti marziali miste della storia e che al tempo uscì come il campione finale e imbattuto dei pesi massimi Pride: Lindland lottò come peso massimo e non poté nulla contro lo strapotere del russo che lo sottomise in poco più di due minuti.
Tra il 2008 ed il 2009 Lindland lottò per la neonata e prestigiosa promozione Affliction Entertainment, dove nel primo incontri si impose su Fabio Nascimento ma nel secondo subì la sesta sconfitta in carriera per mano del fuoriclasse Vítor Belfort, ex campione dei pesi mediomassimi UFC.
Tra il 2009 ed il 2010 lottò nella Strikeforce affrontando e perdendo contro il futuro campione dei pesi medi Ronaldo Souza e contro l'ex campione EliteXC Robbie Lawler.
Nel 2011 combatte anche nella promozione polacca KSW, perdendo per sottomissione contro la stella di casa Mamed Khalidov.

## Risultati nelle arti marziali miste
| Risultato | Record | Avversario        | Metodo                               | Evento                                      | Data              | Round | Tempo | Città                      | Note                            |
| --------- | ------ | ----------------- | ------------------------------------ | ------------------------------------------- | ----------------- | ----- | ----- | -------------------------- | ------------------------------- |
| Sconfitta | 22–9   | Mamed Khalidov    | Sottomissione (ghigliottina)         | KSW XVI                                     | 21 maggio 2011    | 1     | 1:35  | Danzica, Polonia           | Debutto in KSW                  |
| Sconfitta | 22–8   | Robbie Lawler     | KO (pugni)                           | Strikeforce: Henderson vs. Babalu II        | 4 dicembre 2010   | 1     | 0:50  | Saint Louis, Stati Uniti   |                                 |
| Vittoria  | 22–7   | Kevin Casey       | KO Tecnico (pugni)                   | Strikeforce Challengers: Lindland vs. Casey | 21 maggio 2010    | 3     | 3:41  | Portland, Stati Uniti      |                                 |
| Sconfitta | 21–7   | Ronaldo Souza     | Sottomissione (triangolo di braccio) | Strikeforce: Evolution                      | 19 dicembre 2009  | 1     | 4:18  | San Jose, Stati Uniti      | Debutto in Strikeforce          |
| Sconfitta | 21–6   | Vítor Belfort     | KO (pugni)                           | Affliction: Day of Reckoning                | 24 gennaio 2009   | 1     | 0:37  | Anaheim, Stati Uniti       |                                 |
| Vittoria  | 21–5   | Fabio Nascimento  | Decisione (unanime)                  | Affliction: Banned                          | 19 luglio 2008    | 3     | 5:00  | Anaheim, Stati Uniti       |                                 |
| Sconfitta | 20–5   | Fedor Emelianenko | Sottomissione (armbar)               | bodogFight: Clash of the Nations            | 14 aprile 2007    | 1     | 2:58  | San Pietroburgo, Russia    | Incontro di Pesi Massimi        |
| Vittoria  | 20–4   | Carlos Newton     | Sottomissione (ghigliottina)         | IFL: Houston                                | 2 febbraio 2007   | 2     | 1:43  | Houston, Stati Uniti       |                                 |
| Vittoria  | 19–4   | Jeremy Horn       | KO Tecnico (pugni)                   | IFL: Portland                               | 9 settembre 2006  | 2     | 0:21  | Portland, Stati Uniti      |                                 |
| Sconfitta | 18–4   | Quinton Jackson   | Decisione (non unanime)              | WFA: King of the Streets                    | 22 luglio 2006    | 3     | 5:00  | Los Angeles, Stati Uniti   | Incontro di Pesi Mediomassimi   |
| Vittoria  | 18–3   | Mike van Arsdale  | Sottomissione (ghigliottina)         | Raze MMA: Fight Night                       | 29 aprile 2006    | 1     | 3:38  | San Diego, Stati Uniti     |                                 |
| Vittoria  | 17–3   | Fabio Leopoldo    | Sottomissione (rear naked choke)     | GFC: Gracie vs. Hammer House                | 3 marzo 2006      | 3     | 3:25  | Columbus, Stati Uniti      |                                 |
| Vittoria  | 16–3   | Antonio Schembri  | KO Tecnico (pugni)                   | Cage Rage 14: Punishment                    | 3 dicembre 2005   | 3     | 3:33  | Londra, Regno Unito        |                                 |
| Vittoria  | 15–3   | Joe Doerksen      | Decisione (unanime)                  | UFC 54: Boiling Point                       | 20 agosto 2005    | 3     | 5:00  | Las Vegas, Stati Uniti     |                                 |
| Vittoria  | 14–3   | Travis Lutter     | Sottomissione (ghigliottina)         | UFC 52: Couture vs. Liddell 2               | 16 aprile 2005    | 2     | 3:32  | Las Vegas, Stati Uniti     |                                 |
| Vittoria  | 13–3   | Landon Showalter  | Sottomissione (armbar)               | Sportfight 8: Justice                       | 8 gennaio 2005    | 1     | 2:43  | Gresham, Stati Uniti       |                                 |
| Vittoria  | 12–3   | Mark Weir         | KO Tecnico (stop medico)             | Cage Rage 9: No Mercy                       | 27 novembre 2004  | 1     | 5:00  | Londra, Regno Unito        |                                 |
| Sconfitta | 11–3   | David Terrell     | KO (pugni)                           | UFC 49: Unfinished Business                 | 21 agosto 2004    | 1     | 0:24  | Las Vegas, Stati Uniti     |                                 |
| Vittoria  | 11–2   | Tony Fryklund     | Decisione (unanime)                  | Rumble on the Rock 5                        | 7 maggio 2004     | 3     | 5:00  | Honolulu, Stati Uniti      |                                 |
| Vittoria  | 10–2   | Falaniko Vitale   | Sottomissione (colpi)                | UFC 45: Revolution                          | 21 novembre 2003  | 3     | 4:23  | Uncasville, Stati Uniti    |                                 |
| Sconfitta | 9–2    | Falaniko Vitale   | KO (colpo accidentale alla testa)    | UFC 43: Meltdown                            | 6 giugno 2003     | 1     | 1:56  | Las Vegas, Stati Uniti     |                                 |
| Vittoria  | 9–1    | Phil Baroni       | Decisione (unanime)                  | UFC 41: Onslaught                           | 28 febbraio 2003  | 3     | 5:00  | Atlantic City, Stati Uniti |                                 |
| Vittoria  | 8–1    | Ivan Salaverry    | Decisione (unanime)                  | UFC 39: The Warriors Return                 | 27 settembre 2002 | 3     | 5:00  | Uncasville, Stati Uniti    |                                 |
| Sconfitta | 7–1    | Murilo Bustamante | Sottomissione (ghigliottina)         | UFC 37: High Impact                         | 10 maggio 2002    | 3     | 1:33  | Bossier City, Stati Uniti  | Per il titolo dei Pesi Medi UFC |
| Vittoria  | 7–0    | Pat Miletich      | KO Tecnico (pugni)                   | UFC 36: Worlds Collide                      | 22 marzo 2002     | 1     | 3:09  | Las Vegas, Stati Uniti     |                                 |
| Vittoria  | 6–0    | Phil Baroni       | Decisione (maggioranza)              | UFC 34: High Voltage                        | 21 novembre 2001  | 3     | 5:00  | Las Vegas, Stati Uniti     |                                 |
| Vittoria  | 5–0    | Ricardo Almeida   | Squalifica (falli ripetuti)          | UFC 31: Locked and Loaded                   | 4 maggio 2001     | 3     | 4:21  | Atlantic City, Stati Uniti |                                 |
| Vittoria  | 4–0    | Yoji Anjo         | KO Tecnico (pugni)                   | UFC 29: Defense of the Belts                | 16 dicembre 2000  | 1     | 2:58  | Tokyo, Giappone            | Debutto in UFC                  |
| Vittoria  | 3–0    | Travis Fulton     | Sottomissione (strangolamento)       | IFC 6: Battle at the Four Bears             | 20 settembre 1997 | 1     | 22:13 | New Town, Stati Uniti      |                                 |
| Vittoria  | 2–0    | Mark Waters       | Sottomissione (pugni)                | IFC 6: Battle at the Four Bears             | 20 settembre 1997 | 1     | 2:20  | New Town, Stati Uniti      |                                 |
| Vittoria  | 1–0    | Karo Davtyan      | KO Tecnico (pugni)                   | World Fighting Federation                   | 14 febbraio 1997  | 1     | 8:34  | Birmingham, Stati Uniti    |                                 |